# Suvarte Soedarmadji
Suvarte Soedarmadji (6 dicembre 1915 – 1970) è stato un calciatore indonesiano, di ruolo attaccante.

## Carriera
Prese parte con la Nazionale delle Indie Orientali Olandesi ai Mondiali del 1938.